# Palavecino

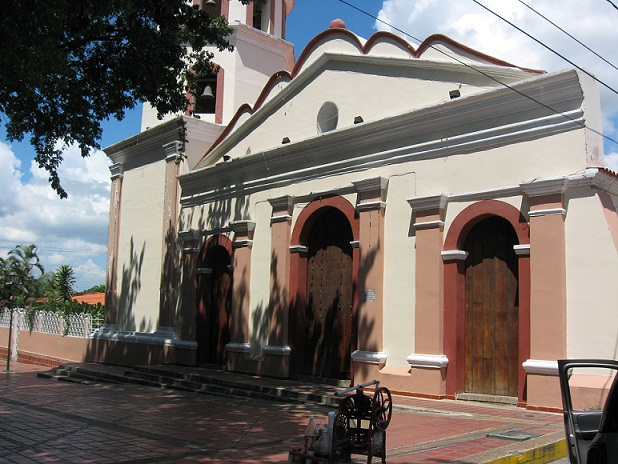
igreja de cabudare, palavecino.

Palavecino é um município da Venezuela localizado no estado de Lara.
A capital do município é a cidade de Cabudare.